# قرار مجلس الأمن التابع للأمم المتحدة رقم 1349
قرار مجلس الأمن التابع للأمم المتحدة رقم 1349، المتخذ بالإجماع في 27 نيسان / أبريل 2001، بعد الإشارة إلى جميع القرارات السابقة بشأن الصحراء الغربية، ولا سيما القرارات 1108 (1997)، 1292 (2000)، 1301 (2000)، 1309 (2000)، 1324 (2000) و1342 (2001)، مدد المجلس ولاية بعثة الأمم المتحدة للاستفتاء في الصحراء الغربية حتى 30 يونيو 2001.
وجدد مجلس الأمن دعمه للجهود التي تبذلها بعثة الأمم المتحدة للاستفتاء في الصحراء الغربية والأمم المتحدة والاتفاقات التي اعتمدها المغرب وجبهة البوليساريو لإجراء استفتاء حر ونزيه لتقرير مصير شعب الصحراء الغربية. كما هو الحال مع القرارات السابقة، أشار المجلس أنه لا تزال هناك خلافات جوهرية بين الأطراف حول بعض الجوانب المتعلقة بتنفيذ خطة التسوية.
ومُددت ولاية بعثة الأمم المتحدة للاستفتاء في الصحراء الغربية بشرط حل الخلافات المتبقية بين الطرفين للتوصل إلى حل مقبول للطرفين. وفي نهاية ولايته في 30 حزيران / يونيو 2001 ، طُلب من الأمين العام كوفي عنان تقديم تقرير عن الوضع.

## روابط خارجية
- نص القرار في undocs.org